# Slingerberg
De Slingerberg is een heuvel in het Heuvelland gelegen tussen Elsloo en Bunde in het Bunderbos in het zuiden van de Nederlandse provincie Limburg. De Slingerberg verbindt de buurtschappen Broekhoven en Hussenberg van het dorp Geulle met elkaar. Bovenaan de helling ligt het Centraal Plateau.
Bij de helling ontspringen de bronnen van drie beken: de Armsterbeek, het Bergzijpke en de Hussebeek.

## Wielrennen
De helling is meermaals opgenomen in de wielerklassieker Amstel Gold Race. In sommige edities wordt ze dan ook wel de Hussenberg genoemd. Vanaf 2013 zou niet langer de Maasberg, maar de Slingerberg de eerste beklimming in het parcours van de wedstrijd zijn. Dit is in 2023 weer teruggedraaid.